# 生得論
心理学における生得論（）または生得主義（、英: nativism）は、特定のスキルや能力、学習や行動の傾向などが脳の中に元から備わっているとする考え方である。これと対照的なのが経験主義で、生まれたばかりの脳はタブラ・ラーサであって先天的なコンテンツは無く、環境から全てを学んでいくと考える。人間の一般的な行動や精神がどのようにして形作られていくかは20世紀以降「氏か育ちか」論争として継続されている。

## 哲学
生得論は哲学に由来する。提唱者はルネ・デカルトである。デカルトは、アリストテレスがその著書『霊魂論』において述べた経験主義的原則、すなわち、知覚によって対象から受け取った表象なしに人は思考することはできないという立場に反対し、精神を独立した実体と見て、精神自身の内に生得的な観念があり、理性の力によって精神自身をこれを展開可能であると見たのである。このような考え方の背景には、当時の飛躍的な数学、幾何学、自然学の発展があり、当時の人々は、誰がどのように考えても同一の結論に到達するというイデア的な観念の源泉を理性、つまり動物とは区別された人間の本性のうちに見たのである。
これに対して、ジョン・ロックとデイヴィッド・ヒュームは経験論の立場から反対した。特にヒュームは、人間は知覚入力のみから因果関係を推定できない、とする説得力のある論証を行った。人が推論できるのは、2つの事象が連続して起きるか、同時に起きるかといった程度である。この主張への反応として、経験では得られない因果関係などの概念が先天的に存在するはずだという仮説が生じた。
哲学者イマヌエル・カントは『純粋理性批判』の中で、人間の心は先天的すなわちアプリオリに客体（対象）を知ることができると推論した。カントは、人は生まれたときから全ての対象を順次（時間）および並列（空間）に経験しなければならないと主張した。彼の言う生得的なカテゴリは、心が対象一般に属性付ける述語である。アルトゥル・ショーペンハウアーはカントに賛同したが、生得的カテゴリの種類を因果だけにした。

## 心理学における生得主義
ウィリアム・ジェームズは多くの人間の行動を本能と言う語で説明した。『心理学原理』では次のように述べた。「嬉しいとき我々はなぜ睨まずにほほえむのか？なぜ一人の友人と話すのと同じように群衆と話せないのか？なぜ若い女性は我々の心を揺さぶるのか？......それで、おそらく動物は特定の状況に直面したとき特定のことに向かう感覚がある」。これは精神分析の「無意識」に影響を与え、現代では認知科学によって再び光が当てられている。フランツ・ボアズは「証拠が見つかるまでは人間の行動に生得的な基盤はないと仮定すべきである」と主張したが、彼の弟子たちは「人間の行動に生得的な基盤はない」と言い換えた。
生得論とは非常に広い立場に対して用いられる語である。生まれたばかりの脳は空白の石版であり、どの方向にもどのような傾向も備わっていないと考えるのがタブラ・ラーサである。経験主義心理学以外に社会構成主義、極端な行動主義、構造主義哲学などが支持している。その対極には遺伝子決定論がある。この位置には実質的に誰もいない（例えば『遺伝的天才』を著したフランシス・ゴルトンも教育に意義を認めた）が、部分的には特定の遺伝子や神経構造と行動の関連を調べている神経科学者や神経行動学者が相当する。広義にはタブラ・ラーサを除いたあらゆる位置を生得論と呼ぶことができる。この広い意味の生得論者は人間の心、精神、行動の理解のために生物学的基盤の理解が必要だと考えている点で共通している。生得論は批判的な文脈ではしばしば遺伝子決定論と混同されるが、区別が必要である。またどの心的機能の生得性を論じているのかを区別する必要がある。
スティーブン・ピンカーは認知革命がタブラ・ラーサを否定したと考えている。認知科学者は一般的にタブラ・ラーサを受け入れていない。その意味では生得論者であるが、どの脳機能にどの程度の生得性を認めるかでは議論がある。脳が無限の可能性を秘めていないことを指して生得的制約と呼ばれる。したがって（特に認知言語学では）生得的制約とはどのようなものかに関する議論が行われている。コネクショニズムはタブラ・ラーサに非常に近い位置にいる。彼らはしばしば他の立場を生得論者と呼んで批判するが、そのうちの一人ジェフリー・エルマンも自身の立場をタブラ・ラーサと同一視されることを拒否した。
心的機能の生得性の証拠として挙げられるのは以下のモジュール性、どの言語でも見られる言語獲得過程の類似性、学習バイアス（甘い物はすぐ好むようになるが苦い物を好むようになるには時間がかかる、など）の存在、および現代的な進化理論との合致である。例えば互恵的利他主義は人間の感情システムがどのように進化したかを説明可能であり、他の生物でも高い社会性を持っていれば道徳的な振る舞いが観察されると予測できる。道徳的と見なせる行動（例えば裏切り者への罰や報復、恩者への返報）はチスイコウモリやチンパンジーなどで観察されている。

### 心のモジュール性
生得論はジェリー・フォーダー、ノーム・チョムスキー、スティーブン・ピンカーの業績と関係が深い。特にピンカーは、人間には生まれながらにして認知モジュール（特定の神経構造を持ち、遺伝的で専門化された精神能力）があり、それによって学習し特定のスキル（例えば言語）を獲得できると主張した。例えば、子供は話し言葉は自然に覚えるが、読み書きはそれなりの訓練が必要である。『人間の本性を考える』の中でピンカーは、これを人間が言語獲得が専門化された器官を持っている証拠だとした。
モジュール性の証拠としてあげられるのは他の脳機能を保ったままの失読症の存在、顔認知機能の障害、自閉症児の心の理論の欠如などである。FOXP2遺伝子の変異は重大な言語障害をもたらす事が判明しており、DNA配列も解読されている。この遺伝子はしばしば言語遺伝子と呼ばれる（しかしFOXP2がそれだけで言語能力をすべてコードしているわけではない）。さらにピンカーは食べ物の好み、道徳に関わる感情、道具の使用などもモジュール化されていると考えている。
心のモジュール性をどの機能にどの程度、どのような形で認めるかは認知科学者の間でも議論がある。コネクショニストは全く認めていない。ピンカーや進化心理学者レダ・コスミデスとジョン・トゥービーは多数のモジュールを認めるが、進化心理学の間でも意見の一致がない。フォーダー自身はピンカーやコスミデスらの「多数のモジュール説」に批判的である。発達心理学者パトリシア・グリーンフィールドは生まれたばかりはモジュールが整っておらず、二歳頃にならないと完成しないと主張している。アネット・カーミロフ＝スミスは経験や学習がモジュールの形成に影響を与えると考えている。また彼女の視点ではモジュールは一体となって働くことが可能であり、それが一般知能を構成している。

## 批判
ジェフリー・エルマンはスティーブン・ピンカーを批判した『認知発達と生得性』で遺伝子が見つかっていないと指摘した。ピンカーは「膵臓がどのように遺伝的にコードされているかまだわかっていない（がそれは膵臓が存在しない証拠にはならない）」と指摘し、いずれ見つかるだろうと述べた。
生得論は、経験による統計的推論だけでは人間の持つ複雑な精神を説明できないという考えに端を発している。部分的には、関係の学習で関係の種類によって難易度が異なる点を行動主義が説明できないことへの反応として動機付けられていた。しかし、極めて単純な規則から非常に複雑なシステムが生じることが判ってきた。この点についてピンカーと意見は一致している。ピンカーは多数のパターンから状況に適した行動を選択するには適切なガイドが必要であると人工知能の研究者が明らかにしたと考えている。
たとえば、生得主義者の一部の主張は、チョムスキーの言語生得説の成功に触発されたものであった。チョムスキーの主張の一部は、子供が通常受け取る入力だけに基づいた場合、複雑な文法を学習できないという事実に基づいていた。これは刺激の貧困説と呼ばれる。刺激の貧困説は本当に子供が受け取る入力が不十分であるかを示した定量的な証拠がないという問題がある。この定量的な証拠の欠如は言語獲得装置の生得性を支持しないが、非生得性も支持しない。言語学で現在でも議論が続いている。刺激の貧困説においてマイケル・トマセロなど認知言語学の主張は普遍文法仮説に非常に批判的である（ただし、普遍文法仮説はそもそも仮説であり、「生成文法において文法を考える際に仮定されたりすることがあるもの」に過ぎない）。